# روب ميليغان
روب ميليغان هو سياسي كندي، ولد في 6 فبراير 1971 في تورونتو في كندا. حزبياً، نشط في حزب أونتاريو المحافظ التقدمي. وقد انتخب عضو برلمان مقاطعة أونتاريو.